# Santa Cruz, San Simón Zahuatlán
Santa Cruz är en ort i Mexiko.   Den ligger i kommunen San Simón Zahuatlán och delstaten Oaxaca, i den sydöstra delen av landet, 210 km sydost om huvudstaden Mexico City. Santa Cruz ligger 1 938 meter över havet och antalet invånare är 217.
Terrängen runt Santa Cruz är huvudsakligen kuperad. Santa Cruz ligger uppe på en höjd. Runt Santa Cruz är det glesbefolkat, med 18 invånare per kvadratkilometer. Närmaste större samhälle är Mariscala de Juárez, 15,3 km väster om Santa Cruz. I omgivningarna runt Santa Cruz växer huvudsakligen savannskog.